# メリケンパーク

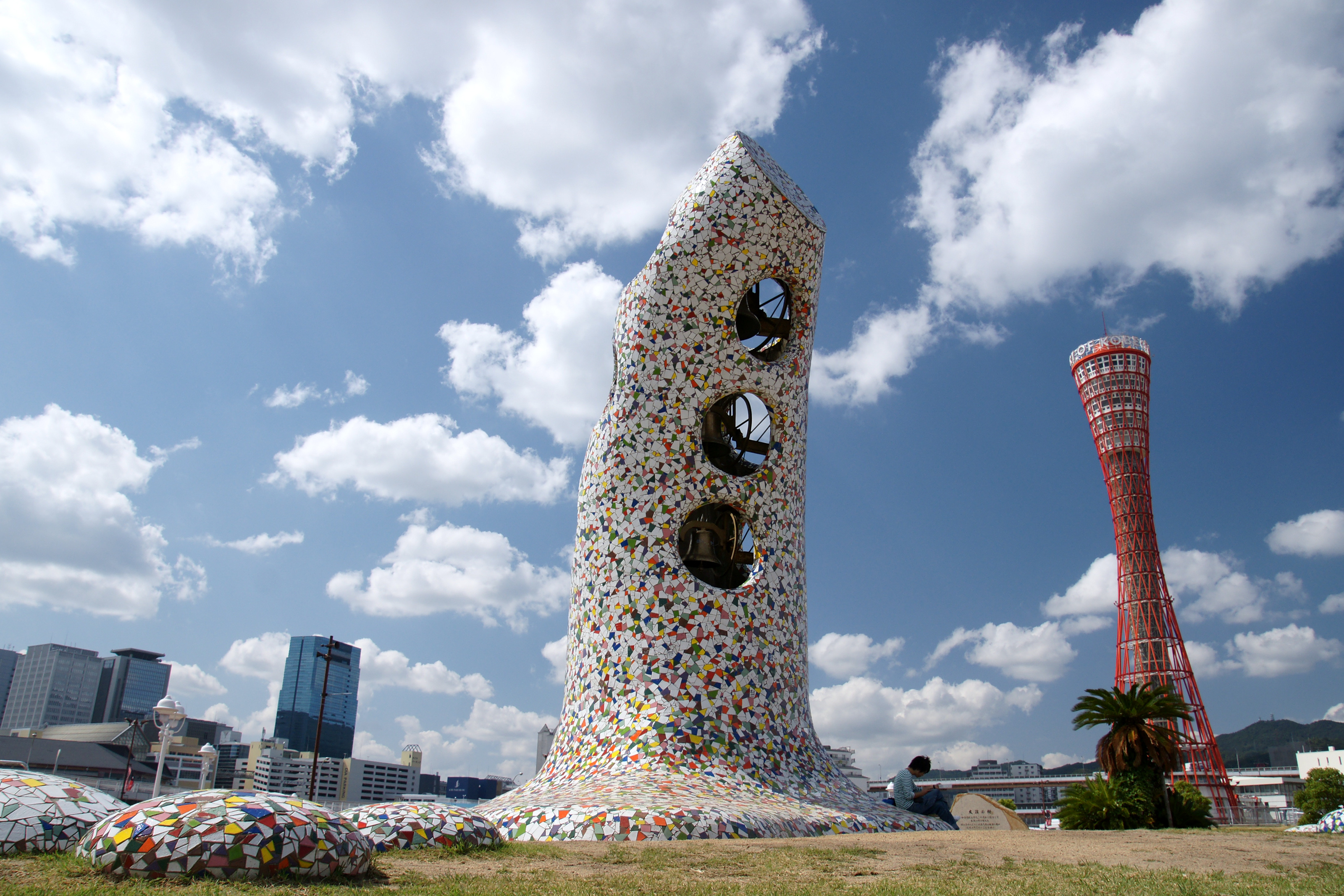
公園のランドマーク　「オルタンシアの鐘」

メリケンパークは、神戸市中央区の神戸港にある港湾緑地。

## 概要
| 神戸を紹介するパンフレットなどに良く用いられる景観の昼と夜（左から、神戸ポートタワー、神戸海洋博物館、ホテルオークラ神戸） |  | 神戸を紹介するパンフレットなどに良く用いられる景観の昼と夜（左から、神戸ポートタワー、神戸海洋博物館、ホテルオークラ神戸） |
| 神戸を紹介するパンフレットなどに良く用いられる景観の昼と夜（左から、神戸ポートタワー、神戸海洋博物館、ホテルオークラ神戸） |  | |

神戸港事業の一つとして、1987年（昭和62年）にかつてのメリケン波止場と神戸ポートタワーが建つ中突堤の間を埋め立てて造成された。そこに神戸海洋博物館、ホテルオークラなどが建設されて、現在においては神戸港を代表する景観の一つとなっている。
北側には1987年（昭和62年）に著名建築家フランク・ゲーリー作の「フィッシュ・ダンス」という開港120周年を記念するオブジェが設けられ、中央芝生には1990年（平成2年）に第1回神戸ファッションフェスティバルを記念する鐘楼「オルタンシアの鐘」が設置された。
東側の一画には、1995年（平成7年）の兵庫県南部地震（阪神・淡路大震災）で崩壊したメリケン波止場をあえて復旧せずそのまま残して、1997年（平成9年）に神戸港震災メモリアルパークとして整備され、震災の貴重な記録が保存されている。
2017年4月5日に神戸港150年記念事業として大規模なリニューアル工事が完成した。
その一環として、当時、西日本最大級のスターバックスコーヒーが建設された。港に停泊するクルーズ船をイメージした羨望を楽しめるデザインとなっている。

### 中突堤
メリケンパークの西側にある埠頭。外航クルーズ客船やレストラン船のルミナス神戸2などが発着する。中突堤の先端には、波の形をした神戸メリケンパークオリエンタルホテルがある。

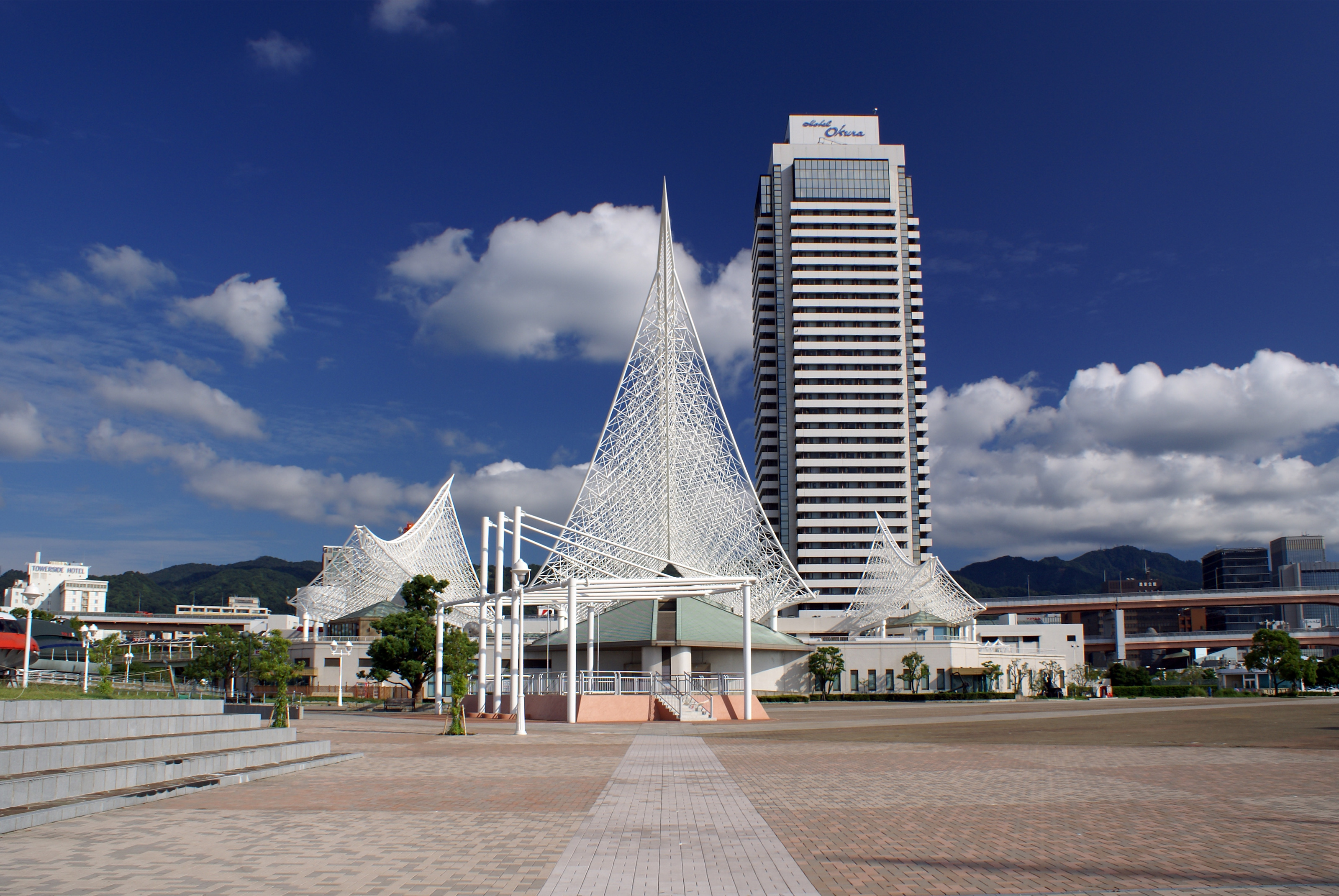
神戸海洋博物館とホテルオークラ神戸
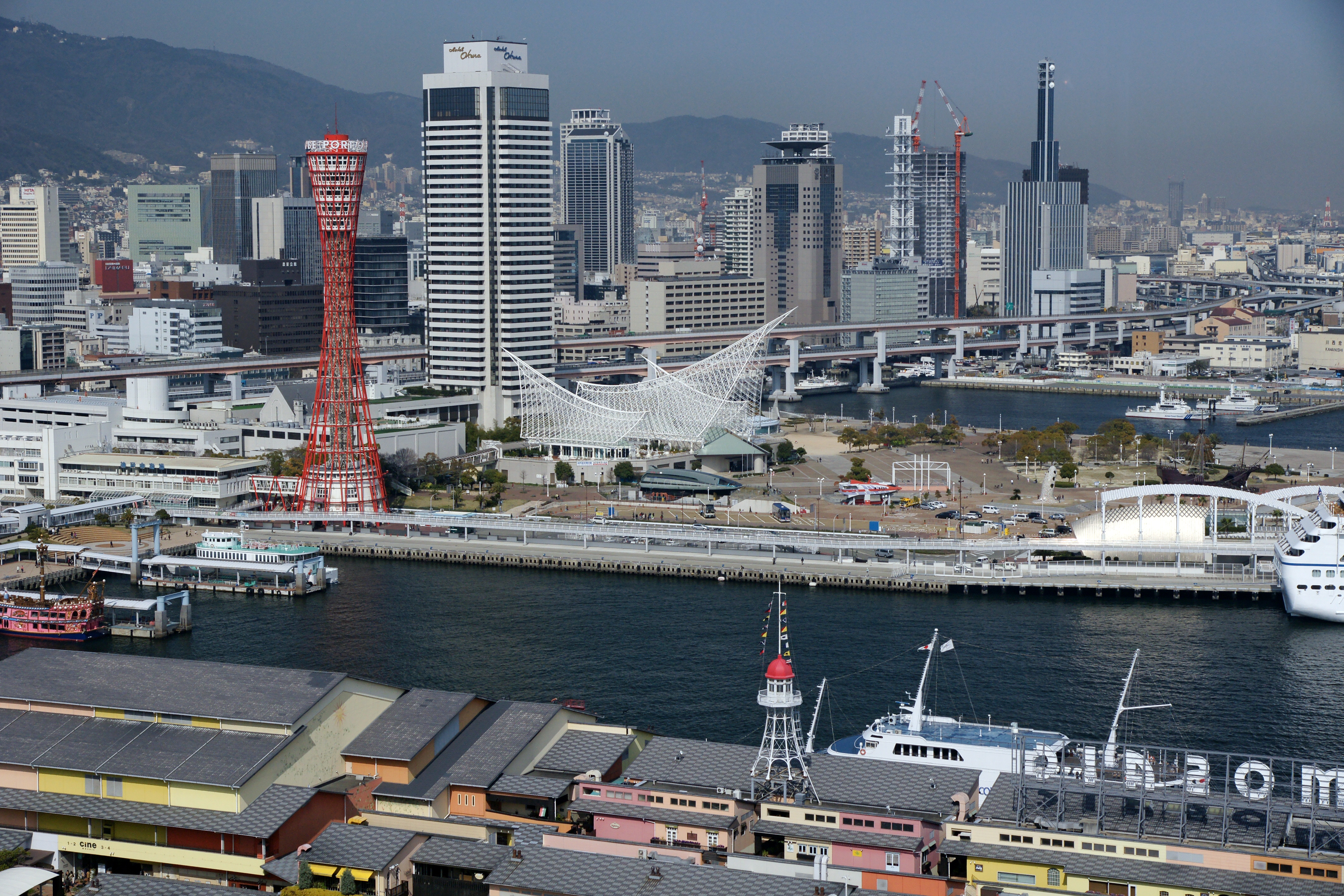
ハーバーランドから望むメリケンパーク
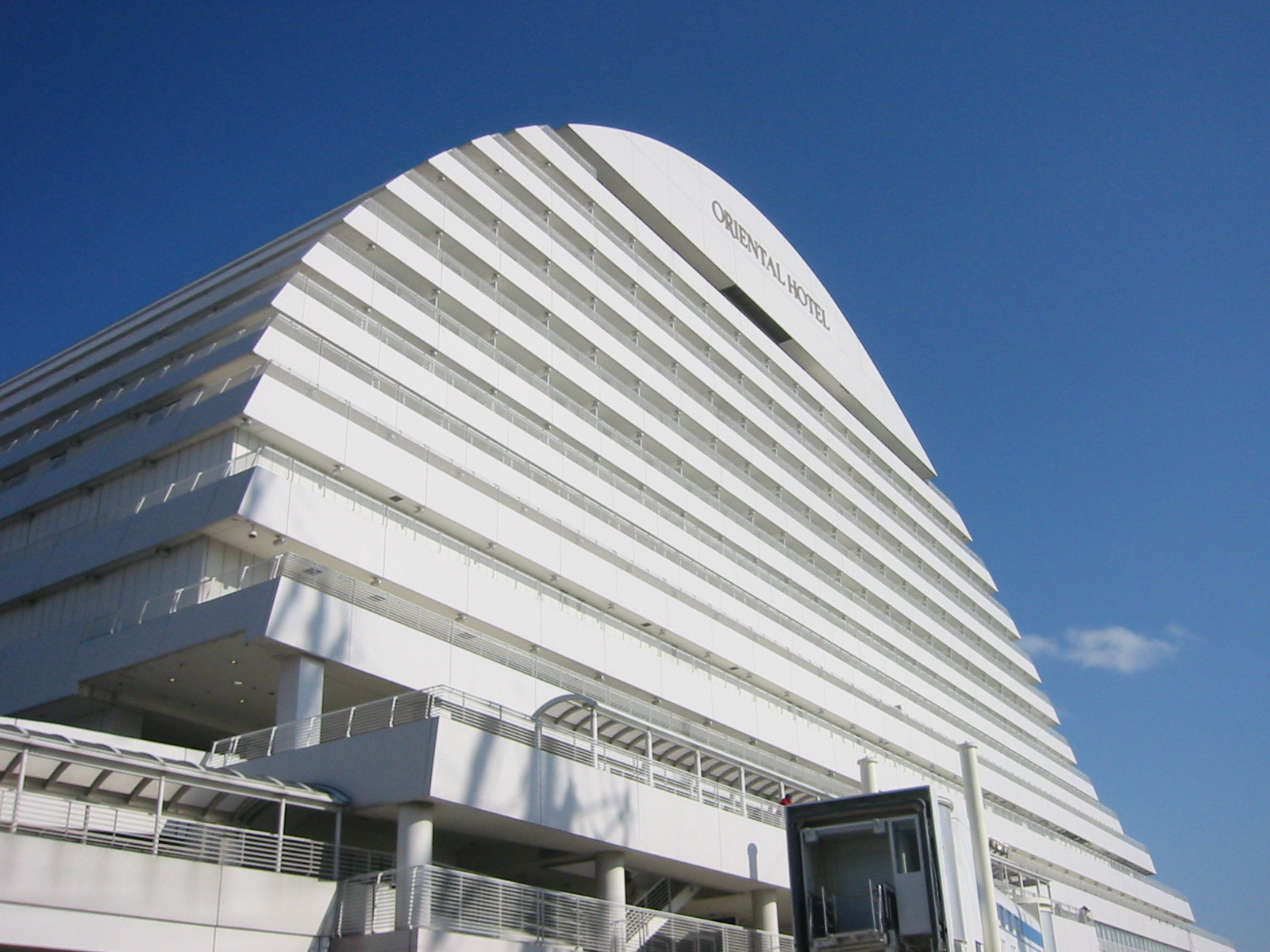
神戸メリケンパークオリエンタルホテル
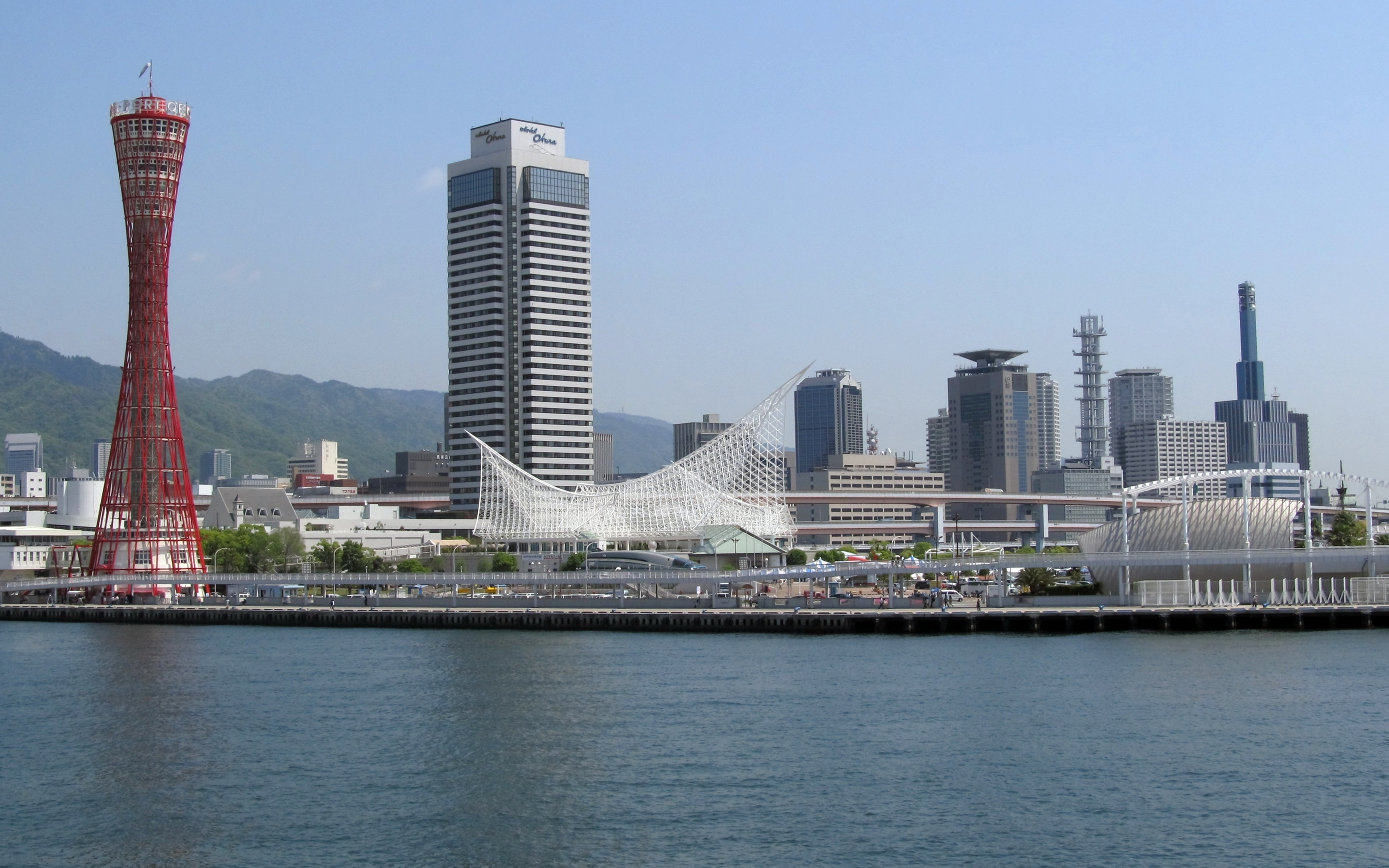
神戸モザイクから眺めるメリケンパーク
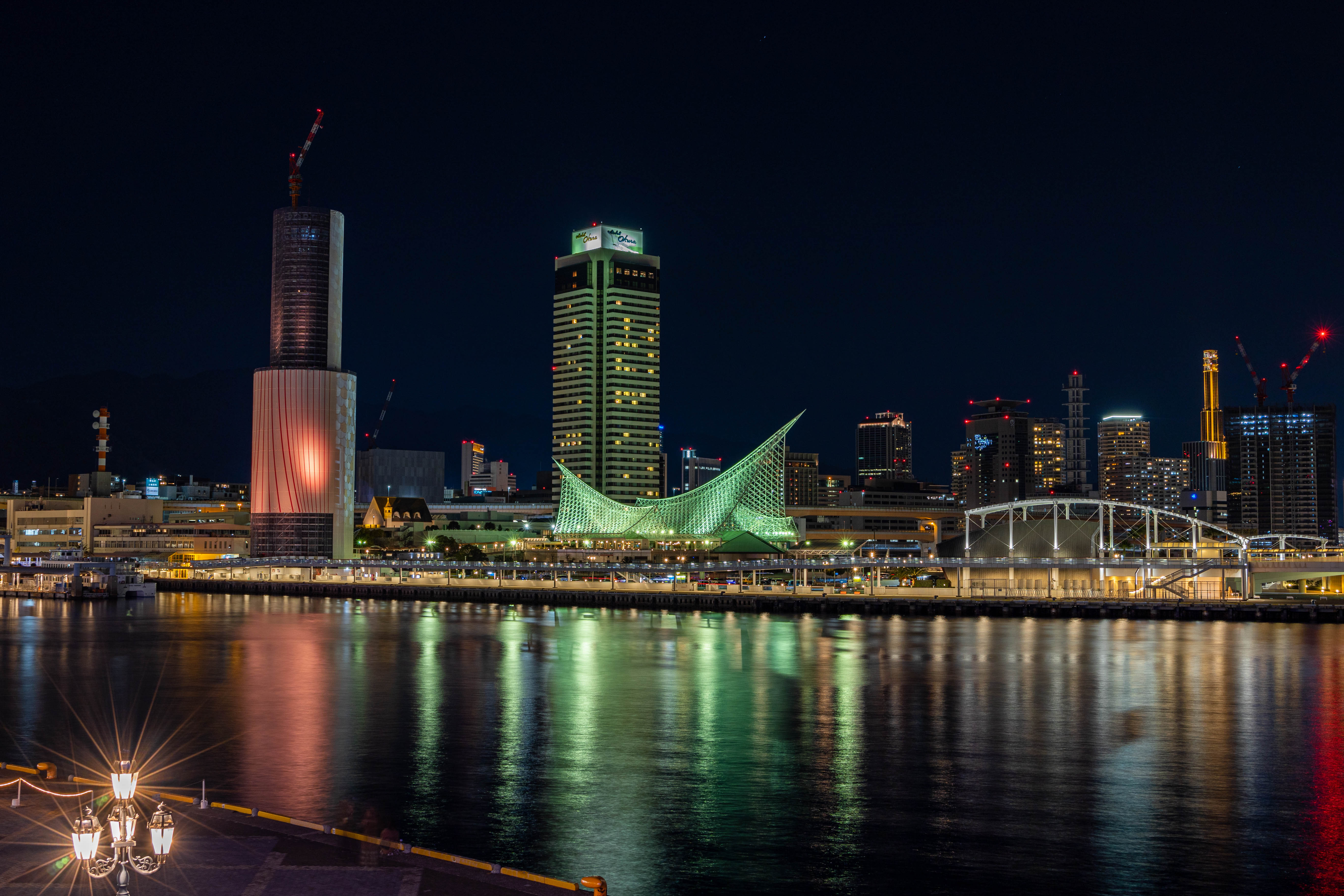
神戸モザイクから見た夜のメリケンパーク。ポートタワーは改修工事中（2022.2）
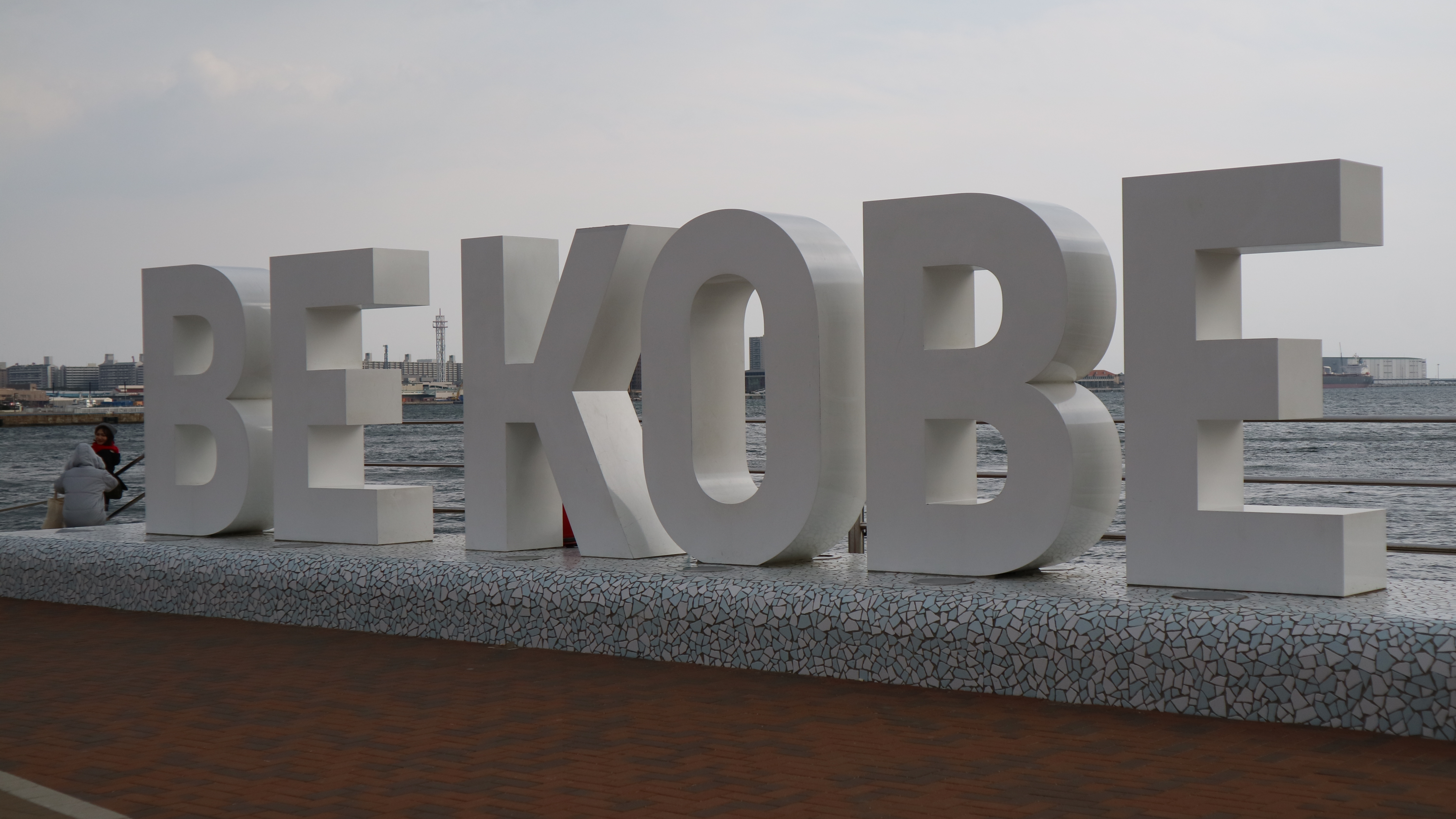
BE KOBE

## 交通アクセス
- JR神戸線「元町駅」徒歩15分または「神戸駅」徒歩30分
- 阪神本線・神戸高速線「元町駅」徒歩15分[1]

- 阪急神戸高速線「花隈駅」徒歩15分[1]
- 神戸市営地下鉄西神・山手線「県庁前駅」徒歩20分[1]
- 神戸市営地下鉄海岸線 「みなと元町駅」徒歩10分[1]

当地区と中突堤付近に、新港突堤西地区から神戸ハーバーランドまでの都市索道を経由させる構想がある。

## 開催イベント
- みなとこうべ海上花火大会（1971年-）
- こうべ海の盆踊り（1993年-）
- Kobe Love Port・みなとまつり（2002年-）